# FKナプレダク・ドニ・シェパク
FKナプレダク・ドニ・シェパク（FK Napredak Donji Šepak）は、ボスニア・ヘルツェゴビナのスルプスカ共和国ドニ・シェパクをホームタウンとするサッカークラブである。

## 歴史
1971年にドニ・シェパクで創設された。8年後にズヴォルニク市リーグで優勝してトゥズラ地域リーグに昇格、1992年に勃発したボスニア・ヘルツェゴビナ紛争の影響で一時的に活動を停止するまでは主に市リーグと地域リーグに所属した。
活動再開後はスルプスカ共和国のカップ戦とリーグ戦に参加、2002年にプルヴァ・リーガRSに初昇格して3シーズン所属した。2005年にドルガ・リーガRSに降格した。
2009-10シーズンにドルガ・リーガRS・東地域で優勝してプルヴァ・リーガRSに昇格する権利を獲得したが、昇格を辞退した。代わりにロマニヤ・パレとポドリニェ・ヤニャがプレーオフを行い、勝利したポドリニェ・ヤニャがプルヴァ・リーガRSに初昇格した。
2012-13シーズンにドルガ・リーガRS・東地域で優勝してプルヴァ・リーガRSに昇格した。2014-15シーズンに最下位の14位に終わり、プロレテル・テスリチ、ポドリニェ・ヤニャ、ムラドスト・ガツコと共にドルガ・リーガRSに降格した。
2016-17シーズンにドルガ・リーガRS・東地域で優勝してプルヴァ・リーガRSに昇格した。2017-18シーズンに最下位の12位に終わり、スロガ・ドボイと共にドルガ・リーガRSに降格した。

## 獲得タイトル
- ドルガ・リーガRS：3回
  - 2009-10, 2012-13, 2016-17